# Воробьевичский сельсовет
Воробье́вичский сельсовет (бел. Вераб’евіцкі сельсавет; до 2017 года — Осташинский) — административная единица на территории Новогрудского района Гродненской области Республики Беларусь. Административный центр — агрогородок Большие Воробьевичи.

## История
8 июня 2017 года административный центр Осташинского сельсовета Новогрудского района из деревни Новосёлки в агрогородок Большие Воробьевичи.
6 сентября 2017 года Осташинский сельсовет Новогрудского района переименован в Воробьевичский сельсовет с административным центром в агрогородке Большие Воробьевичи.

## Состав
Воробьевичский сельсовет включает 12 населённых пунктов:
- Антоновка — деревня.
- Большие Воробьевичи — агрогородок.
- Волосовка — деревня.
- Загорье-Сенненское — деревня.
- Залозки — деревня.
- Малые Воробьевичи — деревня.
- Новосёлки — деревня.
- Няньково — деревня.
- Осташино — деревня.
- Пантусовичи — деревня.
- Полберег — деревня.
- Ракевичи — деревня.

## Производственная сфера
СПК «Коммунар-агро» с численностью работающих 210 человек.

## Социальная сфера
Учреждения образования:
- Государственное учреждение образования «Воробьевичская средняя общеобразовательная школа»;
- Государственное учреждение образования «Воробьевичский детский ясли-сад».

Учреждения здравоохранения:
- ФАПы: д. Большие Воробьевичи, д. Осташино.

Культура:
- Воробьевичский сельский Дом культуры на 173 посадочных места;
- сельская библиотека в д. Большие Воробьевичи;
- библиотека-клуб в д. Осташино.

## Памятные места
На территории сельсовета находятся воинские захоронения:
- Памятники погибшим воинам в д. Осташино и д. Большие Воробьевичи
- Памятник жертвам массового уничтожения евреев в д. Малые Воробьевичи
- Могилы погибшим защитникам Родины в д. Полберег и д. Осташино